# Осиновий Ключ
Оси́новий Ключ (рос. Осиновый Ключ, марій. Шопке Памаш) — присілок у складі Сернурського району Марій Ел, Росія. Входить до складу Казанського сільського поселення.

## Населення
Населення — 18 осіб (2010; 14 у 2002).
Національний склад (станом на 2002 рік):
- марі — 100 %